# كلوديا بلوم
كلوديا بلوم كابورو (بالإسبانية: Claudia Blum Capurro)‏ هي سياسية ودبلوماسية طبيبة نفسية كولومبية من حزب التغيير الراديكالي ولدت في يوم 9 أغسطس 1948 في مدينة كالي في كولومبيا. درست علم النفس في جامعة فالي وثم حصلت على شهادة الأستاذية من جامعة خافييريان الأسقفية. انتخبت كعضوة في مجلس الشيوخ الكولومبي في سنة 1990. شغلت منصب رئيسة مجلس الشيوخ من سنة 2005 وحتى سنة 2006. شغلت أيضاً منصب وزيرة الخارجية من سنة 2019 إلى سنة 2021 في حكومة إيفان دوكي.